# Franz Xaver Bea
Franz Xaver Bea (* 29. Dezember 1937 in Riedlingen, Württemberg) ist ein deutscher Wirtschaftswissenschaftler.

## Leben
Franz Xaver Bea, Sohn von Anna Bea, geborene Buck, und des Landwirts Lambert Bea, studierte nach seiner Reifeprüfung am Humanistischen Gymnasium im württembergischen Riedlingen (1957) Wirtschaftswissenschaften an der Eberhard-Karls-Universität Tübingen und an der Hochschule für Welthandel in Wien. 1961 legte er in Tübingen seine Diplom-Prüfung für Volkswirte ab und war ab da als wissenschaftlicher Assistent bei Dieter Pohmer tätig. Er wurde bei ihm 1965 zum Dr. rer. pol. promoviert. Im Jahre 1972 erhielt er eine ordentliche Professur für Betriebswirtschaftslehre, insbesondere Industriebetriebslehre, an der Universität Hohenheim. Von 1981 bis 2003 lehrte er dann Betriebswirtschaftslehre (mit Schwerpunkt Planung und Organisation) an der Universität Tübingen.
Die von ihm veröffentlichten Lehrbücher zu den Themen Projektmanagement, Projektplanung, strategisches Management und Organisation haben hohe Auflagenzahlen erreicht.
Bea ist katholisch und heiratete 1965 Brigitte Hummler. Aus der Ehe gingen drei Kinder hervor.

## Veröffentlichungen (Auswahl)
- mit Dieter Pohmer: Die Neuordnung der Umsatzbesteuerung. Grundlagen der bisherigen Diskussion und Grundsätze einer Reform. Unternehmerwirtschaft Verlags-Gesellschaft, Bonn 1960.
- Kritische Untersuchungen über den Geltungsbereich des Prinzips der Gewinnmaximierung (= Betriebswirtschaftliche Forschungsergebnisse. Band 36). Duncker & Humblot, Berlin 1968; zugleich Dissertation Universität Tübingen.
- mit Dieter Pohmer: Produktion und Absatz (= UTB. Band 68). Vandenhoeck & Ruprecht, Göttingen 1977, ISBN 3-525-03102-5; 3. Auflage 1994.
- mit Dieter Pohmer: Die Behandlung gebrauchter Kraftfahrzeuge im deutschen Umsatzsteuerrecht.
- mit Jürgen Haas: Strategisches Management. G. Fischer, Stuttgart 1995, ISBN 3-8252-1458-3; 10. Auflage 2019.
- Strategie und Organisation der Daimler-Benz-AG. Eine Fallstudie (= Schriften zur Unternehmensplanung. Band 47). Lang, Frankfurt am Main 1997, ISBN 3-631-32051-5.
- mit Elisabeth Göbel: Organisation. Theorie und Gestaltung (= UTB. Band 2077). Lucius & Lucius, Stuttgart 1999, ISBN 3-8252-2077-X; 5. Auflage 2019.
- mit Stefan Scheurer und Sabine Hesselmann: Projektmanagement (= UTB. Band 2388). Lucius & Lucius, Stuttgart 2008, ISBN 3-8252-2388-4; 3. Auflage 2020.
- mit Roland Helm und Marcell Schweitzer: BWL-Lexikon (= UTB. Band 8395). Lucius & Lucius, Stuttgart 2009, ISBN 978-3-8252-8395-7.
- Führung (= Allgemeine Betriebswirtschaftslehre. Band 2 = UTB. Band 1082). 10. Auflage. UVK Lucius, Konstanz 2011, ISBN 978-3-8252-3617-5.
- mit Stefan Scheurer und Sabine Hesselmann: Praxis der Projektplanung. Projektmanagement konkret. UVK-Verlagsgesellschaft, Konstanz 2014, ISBN 978-3-86764-529-4.
- Brückenkurs Projektmanagement. Was Sie vor Vorlesungsbeginn wissen sollten (= UTB. Band 4397). UVK Lucius, München 2015, ISBN 978-3-8252-4397-5.
- BWL studieren. Wissensordner mit 10 Lerntafeln. UTB, Stuttgart 2015, ISBN 978-3-8252-4306-7.
- als Mitautor: Wirtschaftswissenschaften. 12 Kernfächer mit Aufgaben, Lösungen und Glossar. UVK Verlagsgesellschaft, Konstanz 2017, ISBN 978-3-86764-779-3
- als Mitautor: Wirtschaft und IT. 12 Kernfächer mit Aufgaben, Lösungen und Glossar. UVK Verlagsgesellschaft, Konstanz 2018, ISBN 978-3-86764-800-4.

Festschrift
- Alfred Kötzle (Hrsg.): Strategisches Management. Theoretische Ansätze, Instrumente und Anwendungskonzepte für Dienstleistungsunternehmen. Lucius & Lucius, Stuttgart 1997, ISBN 3-8282-0037-0 (Bibliographie Franz Xaver Bea S. 305–311).